# Quintela (Póvoa de Varzim)
Quintela era uma propriedade privada medieval na Póvoa de Varzim em Portugal. A propriedade estava localizada na paróquia de Argivai. Em Quintela, ainda existe a casa que é resultante da casa original onde vivia Maria Pais Ribeira, a Ribeirinha, amante do rei Sancho I. Este último tinha atacado e retido propriedades dos Cavaleiros da Honra de Varzim, no início do século XIII. Dessa relação amorosa nasceram Gil Sanches, Nuno Sanches, Maior Sanches, Constança Sanches e Teresa Sanches. D. Sancho, encantado com a donzela, doou-lhe Vila do Conde. Segundo o Tombo da Casa de Bragança, à casa estavam ligados os Condes de Barcelos e os descendentes de D. Maria Pais.
Apesar das intervenções de que foi alvo, a casa mantém a arquitectura em pedra, visível no exterior e na eira.